# ۱۰۰ بریتانیایی کبیر
۱۰۰ بریتانیایی کبیر (به انگلیسی: Great Britons 100) برنامه‌ای تهیه‌شدهٔ توسط بی‌بی‌سی بود که توسط آن مردم در سال ۲۰۰۰ به ۱۰۰ بریتانیایی کبیر در تاریخ رأی دادند. در ده ردیف جدول که توسط مردم رأی‌گیری شده بود، همهٔ شخصیت‌ها در زمان نظرسنجی درگذشته بودند. این مجموعه شامل برنامه‌هایی بود که بینندگان پس از هر برنامه فرصت بیشتری برای رأی دادن داشتند. این برنامه با بحث و بررسی نهایی و تعیین رتبه ده نفر برتر به پایان رسید. اگرچه بسیاری از افراد زنده در میان ۱۰۰ نفر برتر قرار گرفتند، اما همه ده نفر اول درگذشته بودند. جان لنون، پل مک‌کارتنی و دیوید بویی از موسیقی‌دانانی بودند که در میان سی‌تای برتر قرار گرفتند.

## ۱۰ نفر اول
| رتبه | نام                         | زمان ظهور   | تصویر | کار و شغل                                                  | شهرت |
| ---- | --------------------------- | ----------- | ----- | ---------------------------------------------------------- | --- |
| ۱    | سر وینستون چرچیل            | (۱۸۷۴–۱۹۶۵) |       | سیاستمدار                                                  | نخست‌وزیر بریتانیا در جنگ جهانی دوم، به طوری که در تاریخ از او به عنوان بزرگ‌ترین نخست‌وزیر بریتانیا یاد می‌کنند.              |
| ۲    | آیزامبارد کینگدام برونل     | (۱۸۰۶–۱۸۵۹) |       | مهندس                                                      | خالق راه‌آهن بزرگ غرب و ایجادکنندهٔ تونل‌ها، پل‌ها و کشتی‌های متعدد                                                             |
| ۳    | دایانا، شاهدخت ولز          | (۱۹۶۱–۱۹۹۷) |       | عضوی از خاندان سلطنتی، بشردوست                             | همسر اول چارلز، شاهزاده ولز (ازدواج ۱۹۸۱–۱۹۹۶), و مادر شاهزاده هری ولز، و شاهزاده ویلیام، دوک کمبریج                       |
| ۴    | چارلز داروین                | (۱۸۰۹–۱۸۸۲) |       | زیست‌شناس و معتقد به فلسفهٔ طبیعی                            | ابداع‌کنندهٔ نظریهٔ تکامل و پیدایش گونه‌ها و نوع‌ها                                                                             |
| ۵    | ویلیام شکسپیر               | (۱۵۶۴–۱۶۱۶) |       | شاعر و نمایش‌نامه‌نویس                                       | یکی از بزرگ‌ترین نویسنده‌های بریتانیا (خالق:رومئو و ژولیت و هملت و…)                                                         |
| ۶    | سِر آیزاک نیوتن              | (۱۶۴۲–۱۷۲۷) |       | فیزیک‌دان، ستاره‌شناس، ریاضی‌دان، فیلسوف و…                   | یکی از بزرگ‌ترین دانشمندان جهان و کاشف نیروی گرانش اصول ریاضی فلسفه طبیعی از برترین و تأثیرگذارترین آثار تاریخ علم از اوست. |
| ۷    | ملکه الیزابت یکم (انگلستان) | (۱۵۳۳–۱۶۰۳) |       | ملکهٔ سلطنتی                                                | ملکه و پادشاه سلطنتی انگلستان (سلطنت ۱۵۵۸–۱۶۰۳). وی عامل شکست ناوگان اسپانیا بود.                                          |
| ۸    | جان لنون                    | (۱۹۴۰–۱۹۸۰) |       | آهنگساز، نوازنده، فعال صلح‌طلب، هنرمند و نویسندهٔ بشردوستانه | با پل مک‌کارتنی در گروه بزرگ و محبوب بیتلز به اجرای ترانه می‌پرداخت و آن‌ها را می‌نوشت.                                        |
| ۹    | هوریشیو نلسون اول           | (۱۷۵۸–۱۸۰۵) |       | فرمانده نیروی‌های دریایی                                    | به خاطر خدمت به نیروهای دریایی سلطنتی به‌خصوص در زمان جنگ‌های ناپلئون بناپارت                                                |
| ۱۰   | اولیور کرامول               | (۱۵۹۹–۱۶۵۸) |       | رهبر نظامی و سیاسی                                         | فرمانده جنگ‌های داخلی بریتانیا علیه پادشاه چارلز اول انگلستان اولین رئیس‌جمهور بریتانیا                                      |

## فهرست کامل
1. وینستون چرچیل
2. آیزامبارد کینگدام برونل
3. دایانا، شاهدخت ولز
4. چارلز داروین
5. ویلیام شکسپیر
6. آیزاک نیوتن
7. الیزابت یکم انگلستان
8. جان لنون
9. هوریشیو نلسون
10. الیور کرامول
11. ارنست شکلتون.
12. جیمز کوک
13. رابرت بی‌دن-پاول
14. آلفرد بزرگ
15. آرتور ولزلی
16. مارگارت تاچر
17. مایکل کراوفورد
18. ملکه ویکتوریا
19. پل مک‌کارتنی
20. الکساندر فلمینگ
21. آلن تورینگ
22. مایکل فارادی
23. Owain Glyndŵr
24. الیزابت دوم
25. استیون هاوکینگ
26. ویلیام تیندل
27. املین پنکهرست
28. ویلیام ویلبرفورس
29. دیوید بویی
30. گای فاکس
31. Leonard Cheshire
32. اریک مورکامب
33. دیوید بکام
34. توماس پین
35. بودیکا
36. استیو ردگریو
37. تامس مور
38. ویلیام بلیک
39. جان هریسون
40. هنری هشتم
41. چارلز دیکنز
42. فرانک وایتل
43. جان پیل
44. جان لوگی برد
45. Aneurin Bevan
46. بوی جرج
47. داگلاس بادر
48. ویلیام والاس
49. فرانسیس دریک
50. جان وزلی
51. شاه آرتور
52. فلورانس نایتینگل
53. توماس ادوارد لورنس
54. رابرت فالکون اسکات
55. ایناک پاول
56. کلیف ریچارد
57. الکساندر گراهام بل
58. فردی مرکوری
59. جولی اندروز
60. ادوارد الگار
61. الیزابت، شهبانوی مادر
62. جرج هریسون
63. دیوید اتنبرو
64. جیمز کانلی
65. جرج استیونسن
66. چارلی چاپلین
67. تونی بلر
68. ویلیام کاکستون
69. بابی مور
70. جین آستن
71. ویلیام بوث
72. هنری پنجم
73. آلیستر کراولی
74. رابرت یکم
75. باب گلداف
76. The Unknown Warrior
77. رابی ویلیامز
78. ادوارد جنر
79. دیوید لوید جرج
80. چارلز ببیج
81. جفری چاسر
82. ریچارد سوم
83. جی.کی. رولینگ
84. جیمز وات
85. ریچارد برانسون
86. بونو
87. جان لایدن
88. برنارد لاو مونت‌گومری
89. Donald Campbell
90. هنری دوم انگلستان
91. جیمز کلرک ماکسول
92. جی. آر. آر. تالکین
93. والتر رالی
94. ادوارد یکم
95. Sir Barnes Wallis
96. ریچارد برتون
97. تونی بن
98. دیوید لیوینگستون
99. تیم برنرز لی
100. ماری استوپس